# 高平镇 (北魏)
高平镇，是中國歷史上南北朝時北魏北方设置的軍鎮之一。
魏太武帝太延二年（436年），置高平镇，治所在高平城（今宁夏固原市）。设镇都大将，掌所辖地区军政事务，不领郡县，辖今固原地区大部。正光五年（524年），高平酋长胡琛反，自称高平王，攻高平镇以响应破六韩拔陵，被别将卢祖迁击破。改镇为州，高平镇改为原州，以刺史领其事。